# Goethe-Gymnasium Ibbenbüren
Das Goethe-Gymnasium Ibbenbüren ist ein Gymnasium in Ibbenbüren im Tecklenburger Land. Seit einigen Jahren trägt es den Beinamen „Europaschule“, was auf die zahlreichen Schüleraustausche innerhalb Europas, aber auch darüber hinaus zurückzuführen ist. Schulleiter ist Lars Buchalle. Die Schule wird von 1356 Schülern besucht. Es werden mehrere Fremdsprachen angeboten und seit dem Schuljahr 2006/2007 gibt es einen bilingualen Zweig Englisch in der Sekundarstufe I.

## Geschichte
Das Städtische Goethe-Gymnasium entstand aus der im Jahr 1819 gegründeten Ibbenbürener Lateinschule, der 1859 gegründeten Rektoratsschule und dem 1950 eingerichteten Amtsgymnasium Ibbenbüren.

## Fremdsprachen
Es werden vier verschiedene neusprachliche europäische Sprachen (Englisch, Französisch, Niederländisch und Spanisch) sowie eine altsprachliche Sprache (Latein) angeboten. Begonnen wird in der 5. Klasse mit Englisch. Die Einstiegsmöglichkeiten sind für Französisch (6., 8. oder 9. Jahrgangsstufe) und Latein (6., 8. oder 9. Jahrgangsstufe) flexibel. Niederländisch oder Spanisch lassen sich erst in der 9. Jahrgangsstufe wählen. Darüber hinaus bietet das Goethe-Gymnasium Arbeitsgemeinschaften für die Sprachen Russisch und Chinesisch an.

### Bilingualer Zweig
Das Goethe-Gymnasium ist seit dem Schuljahr 2006/2007 eine Schule mit bilingualem Zweig Englisch. Das Angebot umfasst zusätzlichen Englischunterricht in den Klassen 5 und 6 sowie Unterricht in ausgewählten Sachfächern in englischer Sprache ab Klasse 7. Die Schüler erhalten in der 5. und 6. Jahrgangsstufe je 4+2=6 Wochenstunden Englischunterricht, um eine breite und zuverlässige Basis für fremdsprachliche Fähigkeiten und Kenntnisse zu erhalten. In der 7. Klasse setzt der bilinguale Sachfachunterricht ein. Am Goethe-Gymnasium ist das Fach Politik bilingual, welches 3-stündig in englischer Sprache unterrichtet wird. In Klasse 8 wird neben Politik (2-stündig) das Fach Geschichte bilingual (3-stündig) erteilt, in Klasse 9 werden Politik und Geschichte bilingual unterrichtet.

### Englische Sprachprüfung
Es besteht für die Schüler die Möglichkeit, an der Schule an den Cambridge-ESOL-Prüfungen teilzunehmen.

### Schulpartnerschaften im Ausland

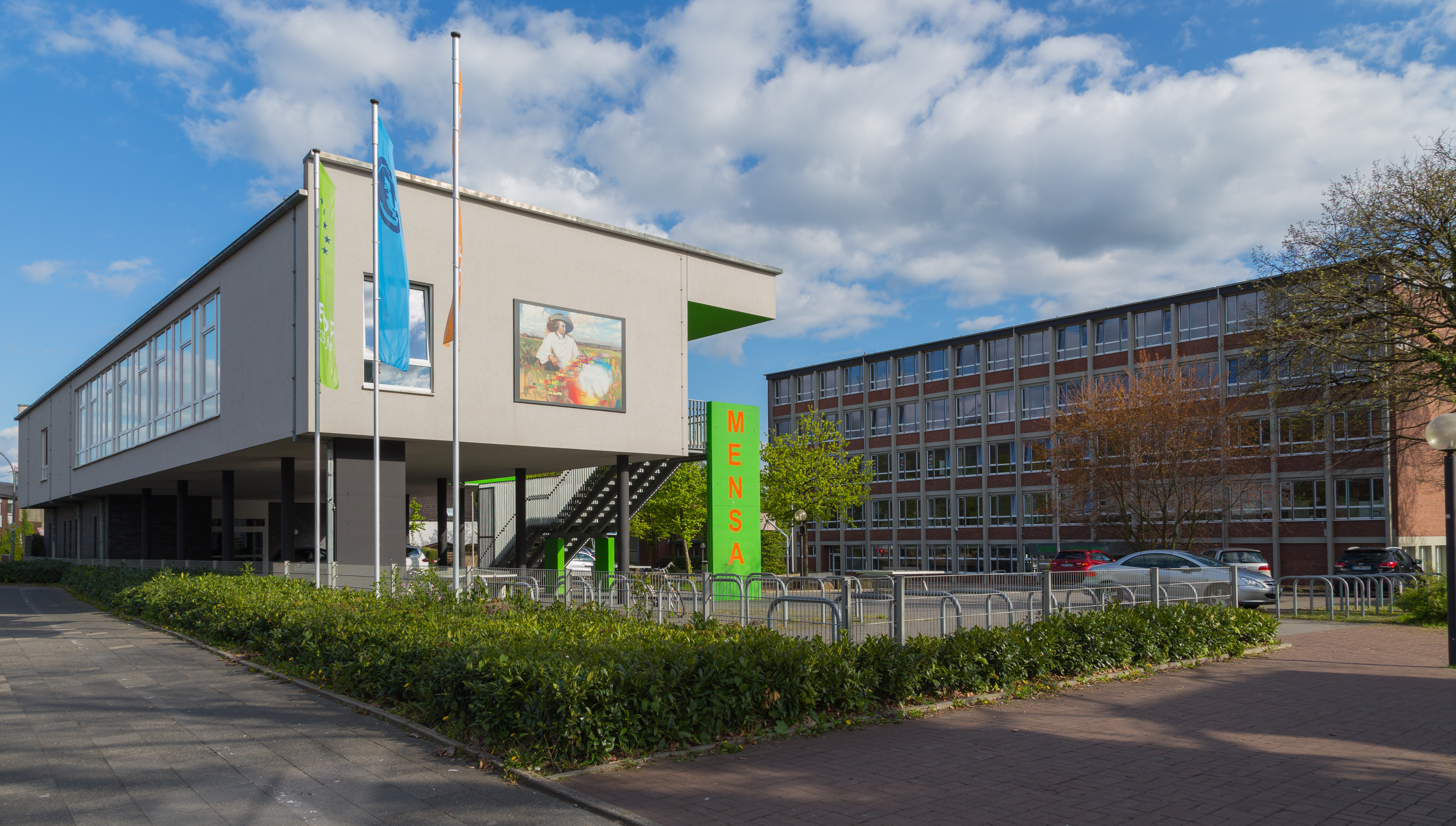
Das Schulgelände des Goethe-Gymnasiums mit der Mensa (links).

Seit 1981 besteht eine Partnerschaft mit der englischen Schule „Sevenoaks School“ in Kent und ferner eine langjährige mit der section européenne des „Lycée Cassini“ in Clermont/Frankreich. Weitere Partnerschaften wurden 2003 mit dem niederländischen „College Reggesteyn“ Hellendoorn, 2004 mit dem polnischen Gymnasium No.8 in Częstochowa (Tschenstochau) und 2005 mit dem spanischen „Colegio Arturo Soria“ in Madrid eingerichtet. Ferner wurde 2008 eine außereuropäische Partnerschaft mit der Deutschen Schule im ecuadorianischen Quito geschlossen. Außerdem gibt es seit 11 Jahren einen Austausch mit dem Traralgon College, Australien.

## Schule ohne Rassismus
Am 16. Juli 2004 wurde dem Goethe-Gymnasium die "Schule ohne Rassismus – Schule mit Courage"-Plakette der Aktion Courage verliehen. Dafür mussten sich mindestens 70 Prozent aller Menschen, die in einer Schule lernen und lehren (Schüler, Lehrer und technisches Personal) mit ihrer Unterschrift verpflichten, sich künftig gegen jede Form von Diskriminierung an ihrer Schule aktiv einzusetzen, bei Konflikten einzugreifen und regelmäßig Projekttage zum Thema durchzuführen.

## Projekte
Auch soziales Engagement der Schüler wird gefördert. So haben Schüler des Grundkurses katholische Religionslehre die Ibbenbürener Tafel mittels einer vom Sozialdienst katholischer Frauen initiierten Paketaktion zur Weihnachtszeit 2008 unterstützt.
In der 5. Klasse wird im Januar 2009 ein „Eine-Welt“-Projekt durchgeführt.

## Musik

### Musikräume
Es gibt drei Musikräume, zwei kleinere und einen großen. Die Orchesterproben werden im großen durchgeführt(s. u.)

### Orchester
Das Schulorchester wurde als Symphonieorchester im Jahr 1981 von Heiner Vornhusen gegründet und besteht momentan aus 50 Mitgliedern. Es beinhaltet komplette Streicher- und Bläsergruppen sowie Schlaginstrumente. Im nach Bläsern und Streichern zweigeteilten Junior-Orchester werden die Schüler der 5. bis 8. Jahrgangsstufe für den Einsatz im Symphonie-Orchester trainiert.
Die Orchesterproben werden einmal wöchentlich durchgeführt. Die Leitung hat Oliver Battke.
Das Orchester hat bereits Konzertreisen ins Ausland unternommen, so in den Jahren 1988, 1991, 1998 und 1999 nach England und in den Jahren 1983, 1989, 1994, 1995, 2001 und 2006 nach Spanien.
Vom 21. März – 1. April 2010 reiste das Goethe-Orchester wieder nach Spanien und gab Konzerte in Zaragoza, San Sebastian und Santander. In großen Konzertsälen, wie zum Beispiel dem Palacio de Festivales de Cantabria in Santander, wirkten die Musiker vor mehreren hundert Zuschauern. Zu dem Programm des Orchesters zählten unter anderem Teile der Carmen-Suiten von Georges Bizet, Sätze des Lobgesangs (Symphonie Nr. 2, Op. 52) von Felix Mendelssohn Bartholdy, die Ungarische Rhapsodie von David Popper mit Paula Schieferecke als Solocellistin und das Concerto Grosso Nr. 4 op. 3 von Georg Friedrich Händel.

### Chor
Der Chor wurde 1982 etabliert und verfügt derzeit über ca. 100 Mitglieder. Er ist gegliedert in Aufbauchor (5.–7. Jahrgangsstufe) und Jugendchor (8.–12. Jahrgangsstufe). Daneben finden Spezialisierungen in Gospelchor und Kammerchor statt. Eine Gesangsausbildung mit Stimmbildung in Einzel- und Gruppenunterricht bereitet die Schüler auf ihre Auftritte vor. Der Chor ist bereits auf Konzertreisen in England, Frankreich, Polen und Tschechien
aufgetreten. Für über zehnjährige Auftritte wurden der Chor und seine damalige Leiterin vom Lubliner Stadtpräsidenten mit der Ehrenbürgermedaille belohnt. Die Leitung hat Ralf Junghöfer.

### Musikklasse
Ab dem Schuljahr 2008/9 wird in der 5. Jahrgangsstufe für zwei Schuljahre eine Musikklasse mit einer dritten Stunde Musikunterricht für Sänger und Streicher eingerichtet, bei der Leihinstrumente zur Verfügung gestellt werden und die Streichinstrumente von Anfang an gelernt werden können. Auch bisher erlernte Instrumente können in der Musikklasse weitergeführt werden.

## Betriebspraktikum
Ende der Einführungsphase erkunden Schüler in einem zweiwöchigen Betriebspraktikum, welche beruflichen Neigungen sie verspüren. Zumeist führen die Schüler dieses Betriebspraktikum in Betrieben der örtlichen Umgebung durch. Es ist jedoch auch möglich das Betriebspraktikum im Ausland zu absolvieren. Während des Praktikums stehen den Schülern Lehrer als Ansprechpartner zur Verfügung und schauen nach Möglichkeit auch vor Ort vorbei. Die von den Schülern geschriebenen Praktikumsberichte werden ausgewertet und herausragende Beispiele werden zur Orientierung zukünftiger Praktikanten in der Schulbibliothek archiviert.

## Arbeitskreis „Suchtprävention“
Diese Elterninitiative soll Schülern und Eltern die Suchtproblematik und die damit verbundenen Gefahren nahebringen.

## Persönlichkeiten

### Schüler
- Dieter Jasper, Unternehmer, ehem. Bundestagsabgeordneter (CDU); Abitur 1982
- Anja Karliczek, Kauffrau, Bundestagsabgeordnete und Bundesministerin für Bildung und Forschung (CDU); Abitur 1990
- Christel Voßbeck-Kayser, Bundestagsabgeordnete (CDU); Abitur 1980
- Alfred Wesselmann, Gymnasiallehrer, Historiker und Autor

### Lehrer
- Anton Rosen, bekannter Ibbenbürener Heimatforscher
- Pater Beda OFM, Missionar, unterrichtete 3 Jahre Religion